# Hayagriva (hindoeïsme)

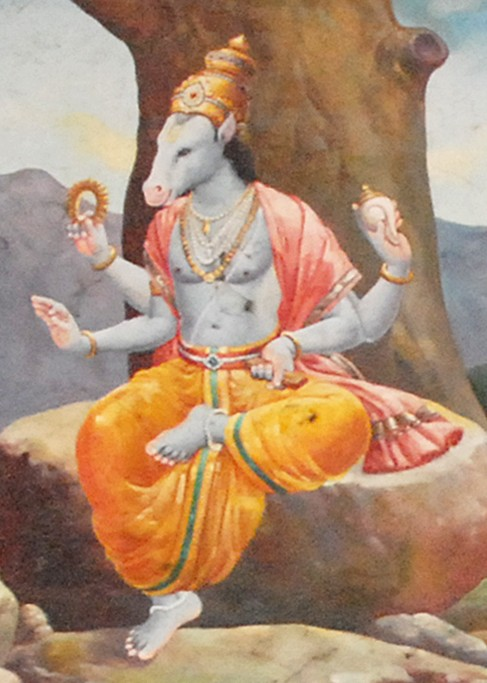
Hayagriva, schildering op het plafond van de Shivakamasundaritempel, Chidambaram, India

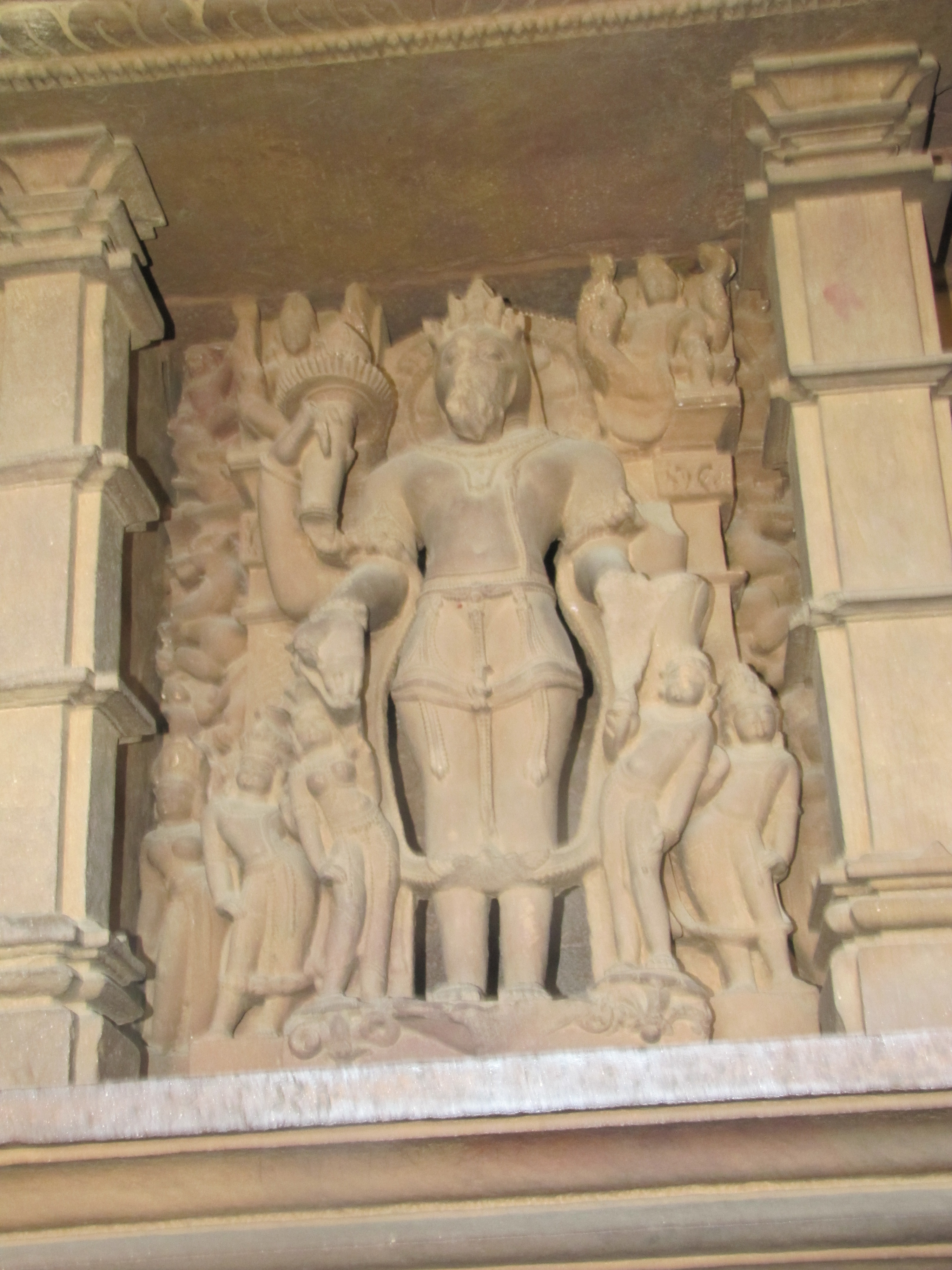
Hayagriva, beeld, Lakshamanatempel, Monumentengroep bij Khajuraho, India

Hayagriva was volgens een hindoemythe een Daitya, een van de reusachtige asura's, die zich tegen de goden keerden. Hij wordt vereerd als de god van kennis en wijsheid en heeft het hoofd van een paard. Hij is gehuwd met Marichi, de godin van de zonsopgang.
Zijn verering gaat ten minste terug tot 2000 v. Chr.

## Mythe
Toen de Veda uit Brahma's mond viel, stal Hayagriva deze heilige schrift van het hindoeïsme. Vishnoe doodde Hayagriva daarop in zijn reïncarnatie van de avatar Matsya (vis) en bracht de Veda terug naar de goden. Maar soms wordt Hayagriva zelf ook gezien als een belichaming van Vishnoe.

## Kenmerken
Hayagriva wordt voorgesteld met een menselijk lichaam, maar met het hoofd van een paard. Hij is stralend wit en ook zijn kleding is wit. Hij is gezeten op een witte lotus. Hayagriva heeft vier armen, waarvan er een kennis schenkt, een de wijze boeken draagt en twee armen de discus en schelp vasthouden. Zijn vrouw is Marichi (of Lakshmi), de godin van de zonsopgang. 